# Víctor Ibarbo
Segundo Víctor Ibarbo Guerrero (19 de maig de 1990) és un futbolista colombià que juga com a extrem al Cagliari de la Serie A.

## Biografia
La seva carrera juvenil va arrencar l'any 2001 en el Club La Pedrera. En 2008 l'Atlètic Nacional de Medellín li va oferir un contracte professional. Dins dels tres anys següents Ibarbo era un jugador clau de l'equip. En 2011 va ser fitxat pel Càller de la Sèrie A italiana. La temporada 2012/13 va entrar en la història com el segon colombià a aconseguir un hat-trick en la Sèrie A.

## Internacional
Des de 2010 ha estat convocat per integrar la plantilla de l'equip nacional colombià.